# Gotō (Klan)

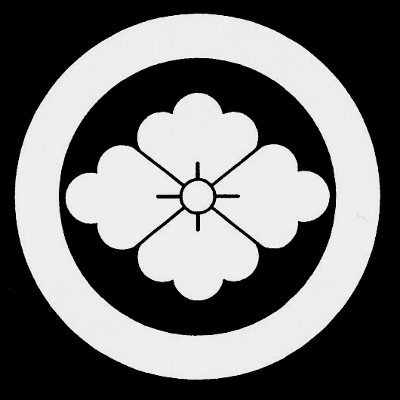
Wappen der Gotō
(Rauten im Kreis)

Die Gotō (japanisch 五島氏, Gotō-shi) bzw. Uku (宇久氏, Uku-shi) waren eine Familie des japanischen Schwertadels (Buke) aus der Provinz Hizen. Sie gehörten in der Edo-Zeit mit einem Einkommen von 1.200 Koku zu den kleinen Tozama-Daimyō.

## Genealogie
- Uku Iemori (宇久 家盛), der Ahnherr der Familie, soll einer Überlieferung nach der jüngere Bruder von Taira no Kiyomori (1118–1181) der 1187 Uku-jima erhielt. Nach einer anderen Überlieferung soll Takeda Nobuhiro (武田 信広), ein Nachkomme von Minamoto no Yoshimitsu, sich nach seiner Ankunft 1186 auf jener Insel Uku Iemori genannt haben.[2]
- Sumiharu (純玄; 1562–1594) herrschte über Fukue, d. h. die Gotō-Inseln, zu denen auch Uku-jima gehört, und gab sich als erster den Familiennamen Gotō.[3] Er war Christ, ebenso wie viele seiner Vasallen.
- Harumasa (玄雅; 1548–1612) war ab 1603 Daimyō von Fukue. Er ließ sich christlich als Luis taufen, fiel aber nach der Schlacht von Sekigahara vom Glauben ab.[4]
- Moritoshi (盛利; 1591–1642) war der Sohn von Harumasas Cousin und wurde von Harumasa als Nachfolger adoptiert. Er errichtete 1638 im Ort Fukue an der Ishida-Küste ein befestigtes Haus (jin’ya) als Wohnsitz.

Die Gotō erhielten erst 1849, als europäische Schiffe immer häufiger auftauchten, vom Shogunat die Erlaubnis, eine Burg zu bauen, die 1863 fertig wurde. Sie residierten dort bis zur Meiji-Restauration. Danach führte das Oberhaupt den Titel Vizegraf.